# Ali Primera
Ely Rafael Primera Rossell, mais conhecido como Alí Primera, foi um cantor, compositor e militante do Partido Comunista da Venezuela que nasceu em 31 de outubro de 1941, em Coro, capital do Estado de Falcón. Faleceu em 16 de fevereiro de 1985, vítima de um acidente automobilístico em Caracas.

## Biografia
Seu nome de batismo era "Ely Rafael Primera Rosell", mas o chamavam de "Ali", pois seus avós eram árabes. Era o mais novo dos seis filhos do pescador Rafael Primera e de Carmen Adela Rossell. Seu pai, tocava o "cuatro venezuelano" em festividades religiosas. Quando tinha apenas três anos de idade, seu pai foi atingido acidentalmente em um tiroteio durante uma fuga de prisioneiros em Coro e faleceu.
Depois da morte de seu pai, residiu, juntamente com sua mãe e irmãos, em diferentes povoados na Península de Paraguaná. Entre 1944 e 1947, sua família residiu em San José de Cocodite, local onde sua mãe nascera, e onde se dedicaram à agricultura. Nessa época teve contato com seu tio que, assim como seu pai, também tocava o "cuatro venezuelano". Devido às dificuldades econômicas, tornou-se engraxate aos seis anos de idade e, depois exerceu diferentes ofícios, tendo inclusive sido vendedor e boxeador.
Quando tinha 10 anos, sua família mudou-se para o bairro então denominado como "La Vela" (atualmente denominado como "Sector Ali Primera"), no Município de Los Taques. Aos 19 anos de idade, juntamente com a sua família, mudou-se para Caracas, onde concluiu o ensino médio no "Liceo Caracas" e ingressou na Universidade Central da Venezuela, no curso de Química, que não chegou a concluir. Na Universidade, tornou-se militante do Partido Comunista da Venezuela.
Em 1967, participou do "Festival de la Canción de Protesta", organizado pela "Universidade dos Andes", onde ganhou destaque dentro do movimento conhecido como Nueva Canción Latinoamericana. Em 1972, gravou seu primeiro disco na Alemanha, e, no ano seguinte, retornou à Venezuela, onde passou a se dedicar para ser a "voz do povo".
Em novembro de 1973 era considerado como um dos principais compositores e cantores populares da América Latina. Durante sua carreira, gravou 13 discos e participou de diversos festivais em toda a América Latina. Após a sua morte foi gravado um disco póstumo, resultado dos trabalhos preparatórios para o que seria o seu próximo disco. Dentre suas canções mais famosas, podem-se citar: Techos de cartón, América Latina Obrera, Paraguaná paraguanera, José Leonardo, Cruz Salmerón Acosta, Reverón.
Devido ao conteúdo político de suas canções, as gravadoras que operavam na Venezuela não tinham interesse em gravar e distribuir discos com tais canções, o que o levou a criar sua própria gravadora, denominada como: "Cigarrón". Suas canções, também eram boicotadas por canais de televisão. Sustentava que as canções que compunha não eram "canções de protesto", mas sim "canções necessárias":
| “ | Nosso canto não é de protesto, porque não fazemos uma canção por malcriação, não a fazemos por vaidade nem para ficarmos milionários, é uma canção necessária. (...) cada dia nos motiva a fazê-la mais profunda, pois um homem armado de uma canção e uma poesia humana, é um homem desarmado para a inveja e para ser um homem mau. (...) Não canto porque existe a miséria, mas porque existe a possibilidade de aboli-la, de erradica-la da face da terra. | ” |

Em 1977, conheceu Sol Musset em Barquisimeto, com quem se casaria e teria quatro filhos: Sandino, Servando, Florentino e Juan Simón. Antes desse relacionamento teve duas filhas: María Fernanda e María Ángela, com Taria Osenius, que conheceu na Suécia. Também teve um filho com a venezuelana Noelia Pérez: "Jorge Primera Pérez".
Em 16 de fevereiro de 1985, faleceu como vítima de um acidente automobilístico na "Autopista Valle-Coche" em Caracas. Alguns acreditam que o referido acidente, na verdade, tenha sido um atentado contra sua vida.

## Reconhecimento
Em 2005, sua música foi declarada como parte integrante do "Patrimônio Nacional Venezuela".

## Discografia

### Álbuns de Estúdio
- Vamos gente de mi tierra (1969)
- Canciones de protesta (1969)
- Guerra larga (1971)
- De una vez (1972)
- Lo primero de Alí Primera (1974)
- Alí Primera, Volumen 2 (1974)
- Adiós en dolor mayor (1974)
- Canción para los valientes (1974)
- La patria es el hombre (1975)
- Canción mansa para un pueblo bravo (1976)
- Cuando nombro la poesía (1977)
- Abrebrecha (1980)
- Al pueblo lo que es de César (1981)
- Con el sol a medio cielo (1982)
- Entre la rabia y la ternura (1984)
- Por si no lo sabía (1985)

### Álbuns ao vivo
- 1986	Alí ¡En vivo! Nota 8	Cigarrón - Promus (Venezuela)